# Битва под Студеницей
Битва под Студеницей — сражение польско-казацких войск Речи Посполитой под командованием правобережного гетмана Андрея Могилы с татарскими отрядами 6 мая 1684 года у Каменца во время польско-турецкой войны 1683—1699. Татары разбили польско-казацкий отряд, взяли 200 пленных и захватили флаги семи хоругвей.
Гетман Самойлович — гетман Левобережной Украины, опираясь на донесения, которые поступали к нему от агентуры, так описывал события во Студеницей:

… их (полки Могилы) всех из городка в поле турки каменецкие с татарами и черемисы выманили и в несколько тысяч срубили, только Могиленко с 30 или более людьми… пришел живо до Немирова.

Свидетельство левобережного гетмана считать несколько преувеличенными, ведь вскоре после боя с правого берега Днепра к Самойловичу перешло около 4 тыс. казаков.